# Nazionale maschile di hockey su ghiaccio di Hong Kong
La nazionale di hockey su ghiaccio maschile di Hong Kong è controllata dalla Federazione di hockey su ghiaccio di Hong Kong, la federazione hongkonghese di hockey su ghiaccio, ed è la selezione che rappresenta Hong Kong nelle competizioni internazionali di questo sport.